# Aloza tęczowa
Aloza tęczowa, aloza wielkooka (Alosa pseudoharengus) – gatunek ryby z rodziny śledziowatych (Clupeidae).

## Występowanie
Północno-zachodni Atlantyk od Zatoki Św. Wawrzyńca i Nowej Szkocji po Karolinę Północną, oraz jeziora Seneca i Cayuga w stanie Nowy Jork. Introdukowana w jeziorze Ontario rozprzestrzeniła się po wszystkich Wielkich Jeziorach.
Tworzy stada, zazwyczaj w pobliżu ujść rzek, do których wchodzi na tarło. Zazwyczaj przebywa na głębokości 56–110 m (maksymalnie 145 m).

## Cechy morfologiczne
Osiąga maksymalnie 40 cm (zazwyczaj 30 cm) długości i 200 g masy ciała. Ciało umiarkowanie spłaszczone, na brzuchu wyraźny kil z łusek. Żuchwa wystaje poza szczękę, z przodu pyska niewielkie zęby zanikające z wiekiem. Średnica oka większa niż długość pyska. Wyrostki filtracyjne na dolnej części pierwszej pary łuków skrzelowych wyrastają z wiekiem w liczbie 38–44. W płetwach brzusznych 9 promieni.
Ubarwienie grzbietu szarozielone. Za głową ciemna plama. Wnętrze jamy otrzewnej srebrzyste.

## Odżywiane
Młode osobniki w rzekach żywią się okrzemkami, widłonogami i małżoraczkami. Dorosłe zjadają krewetki i małe ryby.
Drapieżnikami są sandacz amerykański, bass małogębowy, Pomoxis, pstrągi oraz rekiny i minogi. Pasożytami są kolcogłowy, tasiemce, przywry i widłonogi.

## Rozród
Dojrzewa płciowo przy długości powyżej 11 cm w wieku 2–5 lat, populacje słodkowodne dojrzewają wcześniej niż słonowodne. Trze się od III do VIII. Na tarło migruje w górę rzek, trze się w jeziorach i wolnych odcinkach rzek. Również populacje jeziorowe migrują do dopływów. Wkrótce po tarle tarlaki schodzą do morza lub jeziora. Tarło odbywa się zazwyczaj wieczorem przy temperaturze nieprzekraczającej 27,8 °C. Ikra jest pelagiczna okrągła, gładka, nie lepka. Żółtko jest ziarniste, jasne, bursztynowe do żółtego, przezroczyste. W temperaturze 7 °C inkubacja trwa 15 dni, w temperaturze 15 °C 6 dni, w temperaturze 21 °C 3 i pół, a przy 28 °C 2 dni.
Larwy po wykluciu pozostają w pobliżu tarlisk. Po 1 lub 2 tygodniach po wykluciu, przy długości około 10 mm, formują stada. Do morza schodzą latem i jesienią, czasem w listopadzie i grudniu.

## Znaczenie
Ma znaczenie w rybołówstwie. czasem łowiona przez wędkarzy. Sprzedawana świeża, solona, wędzona lub mrożona. Czasem wykorzystywana do połowu homarów i krabów, oraz do produkcji karmy dla zwierząt.
Nadmierne połowy, zanieczyszczenie wód i zabudowa rzek doprowadziły do spadku jej liczebności.